# Nieuport 24
El Nieuport 24 fue un caza biplano francés que participó en la Primera Guerra Mundial, fue fabricado por la compañía francesa Société Anonyme des Établissements Nieuport, y diseñado por Gustave Delage como reemplazo del Nieuport 17.

## Diseño y desarrollo

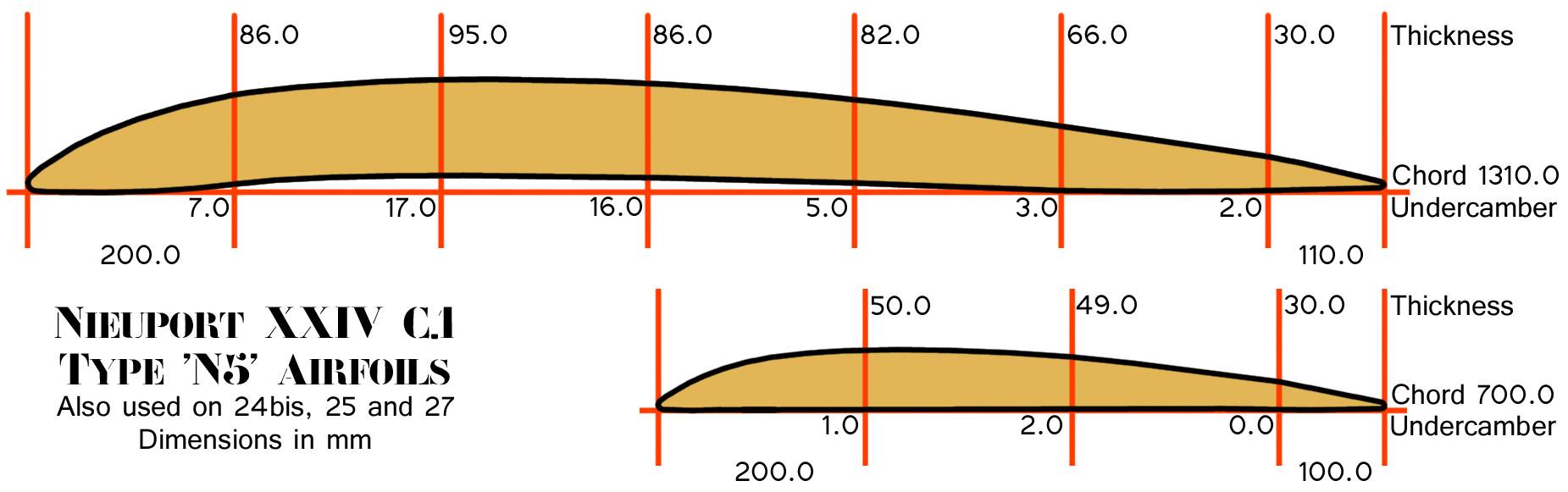
Sección de los planos del Nieuport 24 Type N5

El Nieuport 17bis del as francés Charles Nungesser fue convertido en un Tipo 23 y posteriormente se convirtió en el prototipo del Nieuport 24; era un modelo más refinado con motor rotativo Le Rhône de 120 cv, un nuevo fuselaje de sección circular, La gran novedad es el ala cuyo perfil el tipo hueco Nieuport 1913 se reemplaza por un perfil con parte inferior plana con los extremos de las alas redondeados, y una deriva con una pequeña punta fija y un timón curvado, que le daba a la cola un aspecto completamente diferente al de otros modelos Nieuport.
Este nuevo tipo de cola dio problemas, y mucha de la producción de estos aparatos fue del modelo  Nieuport 24bis, que mantenía el fuselaje y las alas del Nieuport 24, pero volvía a la cola de timón rectangular del Nieuport 17. La nueva cola se estandarizó, finalmente, en el Nieuport 27
El armamento estándar del Nieuport 24 era de dos ametralladoras Vickers con mecanismo sincronizador, en los aparatos en servicio francés. En los en servicio británico, se mantenía una ametralladora Lewis montada en un afuste Foster sobre el ala superior, para evitar sobrepeso y mantener un buen rendimiento, si bien, muchos aparatos fueron usados como entrenadores avanzados y volaron sin armamento.
En noviembre de 1917 los Estados Unidos adquirieron 121 ejemplares del Ni 24, mientras que otras cantidades sirvieron con unidades belgas e italianas; también fueron construidos con licencia en Japón por la Compañía Aeronáutica Nakajima construyó 77 ejemplares para el Servicio Aéreo del Ejército Imperial Japonés, designándolo Ko-7.
Una variante posterior volvió a utilizar la cola del Tipo 17 y bordes marginales rectangulares; designado Tipo 24bis, fue utilizado como entrenador por los franceses, el componente aéreo de la American Expeditionary Force que recibió 140, y el Royal Navy Air Service para el cual se fabricó bajo licencia por la filial británica British Nieuport and General Aircraft Co. Ltd.. Tras la realizar unas modificaciones para incorporar la cola y el patín utilizados en el Tipo 27, el modelo resultante recibió la nueva designación de Tipo 25.
Parecido al Tipo 24, el Tipo 27 utilizó motores Le Rhône de 120 cv y fue empleado por las fuerzas aéreas de Suecia, Gran Bretaña y Estados Unidos; estos últimos adquirieron 287 en noviembre de 1917 como entrenadores avanzados de caza en sus escuelas de vuelo en Francia. Fue también fabricado con licencia en Italia por la compañía Nieuport-Macchi y por Zavod Duks (Dux) en Moscú.

## Historial de servicios

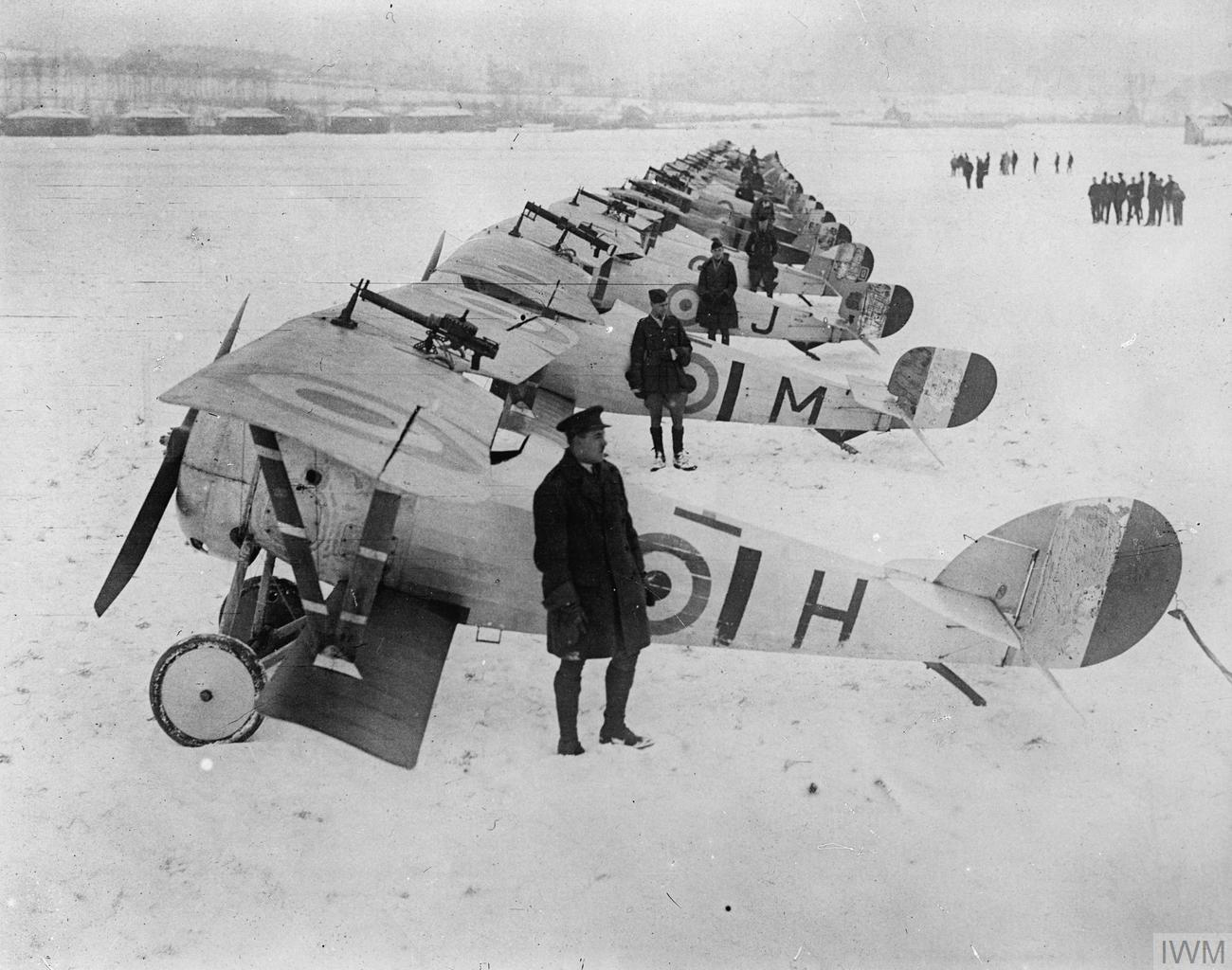
Ni 24 y Ni 27 del No.1 RAF Squadron en Bailleul. 27 de diciembre de 1917

En el verano de 1917, cuando los Nieuport 24 y 24bis comenzaron a salir de la línea de producción, muchos escuadrones de caza franceses estaban reemplazando sus Nieuport 17 con cazas SPAD S.VII ; algunas unidades francesas conservaron los Nieuport hasta 1918 cuando quedaron obsoletos, aunque el tipo fue el preferido por algunos, especialmente por el célebre as Charles Nungesser . El logro más notable del tipo ocurrió cuando los Nieuport de N152 fueron responsables de derribar los Zeppelin, L49 y L50 durante la noche del 19 al 20 de octubre de 1917.
Los aliados de Francia los operaron, incluidos los británicos y la Flota Aérea Militar Imperial rusa; los dos bandos continuarían operando sus Nieuport durante la Guerra Civil Rusa , e incluso ,recibieron veinte Nieuport 24 construidos en Francia después de la abdicación del Zar.  La producción de ejemplares adicionales estuvo a cargo de la fábrica Dux en Moscú , que anteriormente había construido con licencia otros modelos Nieuport; la producción se llevó a cabo tanto antes, como después de la victoria soviética. Los soviéticos cambiarían el nombre de la Zavod Dux a GAZ nº 1 (Государственный авиационный завод N.º 1 o Planta Estatal de Aviación n° 1) donde se continuó la producción hasta al menos 1923, permaneciendo los aviones en servicio hasta al menos 1925.
En el verano de 1917, el RFC todavía consideraba las entregas de  Scouts(exploradores) de Nieuport como una prioridad máxima, aunque los Ni 24 y Ni 24bis se consideraban tipos provisionales pendientes de las entregas del Nieuport 27. Las entregas de Royal Aircraft Factory S.E.5 comenzaron poco después, pero una baja tasa de producción obligó a los británicos a utilizar sus Scout Nieuport operativamente hasta bien entrado 1918.
Los japoneses compraron la licencia de fabricación de varios modelos de aviones Nieuport y entre 1921 a 1923 se construyeron 102; los trabajos se iniciaron por el Depósito de Suministros del Ejército en Tokorozawa hasta que se hizo cargo la Compañía Aeronáutica Nakajima, siendo más tarde designados Ko-3 ; sin embargo, los japoneses no distinguieron entre el Ni 24 y el Ni 27, llamando inicialmente a ambos Ni 24. La mayoría de sus Nieuport 24 estaban equipados con el motor Le Rhône 9C de (68,6 kW). Los japoneses los operaron hasta 1926, mucho más tiempo que sus SPAD S.XIII, que retiraron en 1922.
Los estadounidenses adquirieron una gran cantidad de tipos Nieuport que fueron usados como entrenadores avanzados en sus escuelas de vuelo en Francia. En noviembre de 1917, el inventario del componente aéreo de la American Expeditionary Force contaba con 227 Nieuport 24 y 16 Nieuport 24bis o 121 Nieuport 24 y 140 Nieuport 24bis, dependiendo de la fuente consultada, lo que ilustra la dificultad de lidiar con los documentos fuente sobrevivientes que a menudo, no distinguían entre los Ni 24, 24bis y Ni 27.
Los soviéticos donaron un Nieuport 24 y otros tipos en 1921 al rey Amanulá Khan de Afganistán. Todavía existían en 1924 cuando se formó el Brazo Aéreo Militar Afgano.

## Operadores
Reino de Afganistán
- Servicio aéreo del ejército afgano

 Brasil
 Estados Unidos
- Componente aéreo de la American Expeditionary Force

 Francia
- Aeronautique Militaire

 Japón
- Servicio Aéreo del Ejército Imperial Japonés

 Reino Unido
- Royal Navy Air Service

 Rumania
- Servicio aéreo del Real Ejército rumano

 Imperio ruso /  Unión Soviética
- Flota Aérea Militar Imperial / Fuerza Aérea Soviética

 Serbia
- Servicio Aéreo del ejército serbio

## Características

### Características generales
- Tripulación: 1
- Longitud: 5,88 m
- Envergadura: 8,18 m
- Altura: 2,44 m
- Peso vacío: 354 kg
- Peso cargado: 544 kg
- Planta motriz: rotativo de 9 cilindros Le Rhône 9J.
  - Potencia: 82 kW (113 HP; 112 CV) cada uno.
- Hélices: 1× bipala de madera de paso fijo por motor.

### Rendimiento
- Velocidad máxima operativa (Vno): 187 km/h (116 MPH; 101 kt)
- Techo de vuelo: 5550 m (18 209 ft)
- Régimen de ascenso: 3,8 m/s (744 ft/min)

### Armamento
- Ametralladoras: 
2x Vickers (Aéronautique Militaire)
1x Lewis (Royal Navy Air Service)

### Aeronaves similares
- Albatros D.V
- Nieuport 28
- Sopwith Camel
- SPAD S.XIII

### Listas relacionadas
- Anexo:Cazas de la Primera Guerra Mundial
- Anexo:Biplanos